# Meteor Praag
Meteor Praag is een Tsjechische voetbalclub uit de hoofdstad Praag. Het is een van de oudste nog bestaande clubs uit het land.

## Geschiedenis
De club werd in 1896 opgericht als Sportovní kroužek Kotva uit Libeň, dat in 1901 een deelgemeente werd van Praag. In 1899 werd de naam Meteor aangenomen. In 1901 was de club medeoprichter van de Tsjechische voetbalbond. De club nam aan het eerste kampioenschap deel, echter zonder succes. De volgende deelname aan een kampioenschap was in 1912 toen de club voorlaatste werd. Ook in 1915 en 1918 speelde de club in de hoogste klasse. Kampioenschappen waren in die tijd nog regionaal omdat Tsjechië een deel was van het keizerrijk Oostenrijk-Hongarije. Meteor nam in 1906, 1911, 1912, 1913, 1915 en 1916 deel aan de Charity Cup, de belangrijkste bekercompetitie in Bohemen, de club was echter niet succesvol. Nadat Tsjechoslowakije onafhankelijk werd was de club medeoprichter van de liga van Midden-Bohemen, die als de sterkste van het land gold.

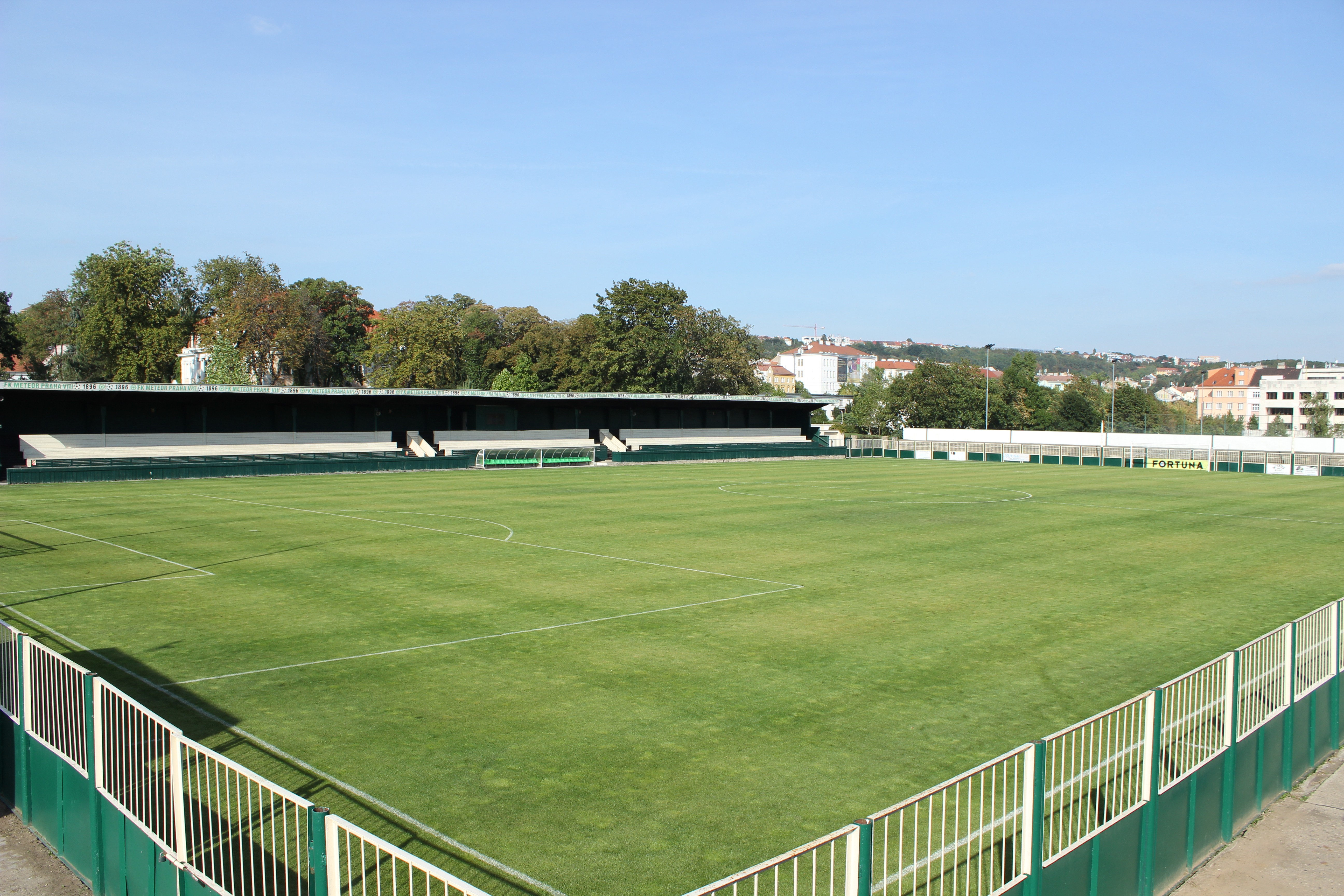
FK Meteor Praha (2015)

De club begon met een laatste plaats in 1919 en kon ook in de volgende seizoenen geen potten breken. In 1924 stond de club na 9 speeldagen op een derde plaats toen de competitie afgebroken werd. Voor het volgende seizoen werd het profvoetbal ingevoerd en kwam er een competitie voor heel het land.
Voor de nieuwe competitie werd enkel de heenronde gespeeld, Meteor werd tiende en laatste. Het volgende seizoen deed de club het een stuk beter met een zevende plaats op twaalf. In het voorjaar van 1927 kwam er eerst een kwalificatieronde met acht clubs en Meteor werd laatste waardoor de club nu in de tweede klasse verzeilde. Meteor kon nog terugkeren voor het seizoen 1930/31, maar werd dan opnieuw laatste. Het zou tevens de laatste maal zijn dat de club op het hoogste niveau speelde.
Tot 1941/42 speelde de club in de tweede klasse en degradeerde dan naar de derde klasse. Na de Tweede Wereldoorlog werd de club opnieuw in de tweede klasse ingedeeld, waar ze zich konden redden tot 1949. In 1952 kon de club nog voor één jaar terugkeren en verdween daarna in de anonimiteit. De jeugdafdeling promoveerde in 1965 naar de hoogste klasse. In 1974/75 speelde Meteor nog in de derde klasse en werd laatste met slechts twaalf punten. Na twee jaar keerde de club terug en in 1979 miste Meteor op drie punten na de promotie naar de tweede klasse. Twee jaar later kwam er een herstructurering van de derde klasse, die van zeven reeksen naar vier gebracht werd waardoor Meteor degradeerde. In 1986 degradeerde de club zelfs naar de vijfde klasse en kon pas in 1991 terugkeren. In 1994 werd de voetbalafdeling onafhankelijk van de sportclub en twee jaar later degradeerde de club opnieuw. Absoluut dieptepunt kwam in 2004 toen de club naar de zesde klasse degradeerde. Meteor kon na één seizoen terugkeren en streed de volgende jaren zelfs mee voor de titel.

## Naamsveranderingen
- 1896 Sportovní kroužek Kotva Libeň
- 1899 SK Meteor Libeň
- 1901 SK Meteor Praag VIII
- 1948 Sokol České Loděnice
- 1953 DSO Spartak Loděnice
- 1957 TJ Libeň Loděnice
- 1966 TJ Meteor Praag
- 1976 TJ Meteor Praag ŽSP
- 19?? TJ Meteor Praag
- 19?? SK Meteor Praag
- 1994 FK Meteor Praag VIII